# Овадюк Ігор Олександрович
Ігор Олександрович Овадюк — молодший сержант Збройних Сил України, учасник російсько-української війни, що загинув у ході російського вторгнення в Україну в 2022 році.

## Життєпис
Народився в 1989 році (1990) року в селі Козлиничі Ковельського району на Волині. Після закінчення загальноосвітньої школи в рідному селі, навчався в ПТУ № 5 м. Ковеля. Після закінчення училища був призваний на військову службу в Збройних Силах України. У 2010 році батьки Ігора Овадюка отримали подяку від Президента України Віктора Ющенка за гідне виховання сина. Працював майстром дільниці цеху ремонту виробничого підрозділу «Локомотивне депо Ковель» філії «Львівська залізниця». Багато років ніс послух прислужника Хрестовоздвиженського храму с. Козлиничі. 
З початком російське вторгнення в Україну у числі перших був мобілізований до Збройних Сил України. Загинув 7 березня 2022 року поблизу с. Дмитрівки Бучанського району Київської області разом із своїм земляком молодшим сержантом Максимом Хмелярем. За іншими даними Ігор Овадюк загинув поблизу міста Житомира. Поховання загиблого відбулося 10 квітня 2022 року.

## Нагороди
- Орден «За мужність» III ступеня (2022, посмертно) — за особисту мужність і самовіддані дії, виявлені у захисті державного суверенітету та територіальної цілісності України, вірність військовій присязі [9].